# East Haddam
East Haddam – miasto w Stanach Zjednoczonych, w stanie Connecticut, w hrabstwie Middlesex.